# Stavanger Aftenblad
Stavanger Aftenblad også blot kendt som Aftenbladet er et regionalt dagblad, der udgives i Stavanger, Norge. Blandet dækker størstedelen af Rogaland. I 2007 var oplaget 68.010.
Bladet blev grundlagt i 1893 af præsten og politikeren Lars Oftedal, og var gennem årtier tilknyttet det liberale parti Venstre og var en af de mest indflydelsesrige aviser i Norge. Tilknytningen til Venstre ophørte i 1970'erne og Stavanger Aftenblad er i dag uafhængig af partipolitiske interesser. Siden september 2006 har avisen udkommet i tabloidformat.
Avisens chefredaktør er Tom Hetland.